# Охоронна система

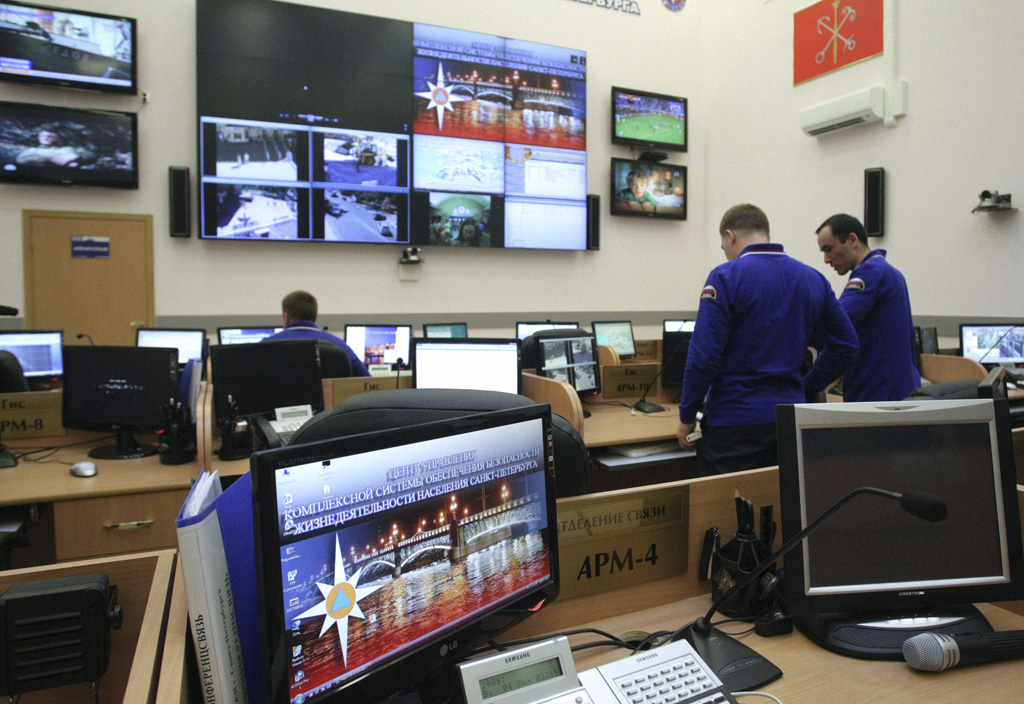
Центр комплексної системи забезпечення безпеки

Охоронна система — автоматизований комплекс для охорони різних об'єктів майна (будівель, включаючи прилеглу до них територію, окремих приміщень, автомобілів, водного транспорту, сейфів тощо).
Термін є узагальнюючим для декількох типів систем. Основне призначення — попередити, по можливості запобігти або сприяти запобіганню ситуацій, в яких буде завдано шкоду людям або матеріальним і не матеріальним цінностям, пов'язаних насамперед з діями інших осіб.
Іншими словами до «Охоронних систем» можна віднести будь-які технічні системи, що підвищують безпеку якогось об'єкта.

## Класифікація

### За взаємодією із загрозою
- Пасивні — комплекс засобів і дій, спрямований на залучення уваги власника майна або охоронних служб
- Активні — призначені для запобігання проникнення в об'єкт, що охороняється або розтину сейфа.

Для організації активних систем необхідно керуватися чинним законодавством країни. Якщо буде завдано шкоди здоров'ю зломщика, то піде судовий розгляд і може дійти справа до кримінальної відповідальності.

### За способом передачі інформації
- Провідні
- Бездротові — в них охоронні датчики передають інформацію на приймальний пристрій за допомогою радіосигналу.
  - Без зворотного зв'язку
    - недоліки — Наявність безлічі способів придушення радіосигналу спеціальними «Шумогенераторами» (а іноді навіть це відбувається і від звичайних побутових приладів).

  - Зі зворотним зв'язком з прийомним пристроєм — дозволяє виробляти безперервний моніторинг системою всіх датчиків.
- Через GSM-мережі — використовується як для пультової роботи (сигнал про тривогу передається на пульт охоронної компанії), так і для інформування власника об'єкту, що охороняється, який може отримувати інформацію про різні події (тривога, пожежа, несправність тощо) у вигляді SMS на свій мобільний телефон. Для цього використовуються GSM-комунікатори[1].

Бездротові системи, зазвичай, застосовуються у випадках, коли немає фізичної можливості провести проводку. Інколи комбінують, як бездротові системи з дротяними, так і пасивні системи з активними.

## Складові системи
- Сповіщувачі охоронні (датчики руху), датчики удару, датчики об'єму, магніто-контактні, електро- контактні
- Сповіщувачі пожежні: димові точкові оптикоелектронні димові лінійні оптоелектронні, сповіщувачі полум'я, теплові максимальні, та інші.
- Прилад приймально-контрольний пожежний
- Сповіщувач звуковий
- Сповіщувач світловий
- Відеокамери, відеореєстратори
- Керуючий сервер
- Приймально-передавальні термінали
- Освітлювальні пристрої
- Генератори охоронного диму
- Аварійні сповіщувачі: (датчики) сповіщувачі затоплення, сповіщувачі витоку газів та інші)
- Сельсини
- Інші виконавчі пристрої